# Burg Bernstein (Elsass)
Die Burg Bernstein (französisch Château du Bernstein) ist die Ruine einer mittelalterlichen Höhenburg nahe der Gemeinde Dambach-la-Ville im Unterelsass. Ihr Name rührt gemäß einer Sage von „Bärenstein“ und nicht etwa von der Bezeichnung für fossiles Harz. Ein nahegelegener Felsen heißt Falkenstein.

## Lage
Die Burgruine steht auf einer Höhe von 562 Meter über dem Meeresspiegel in einem Waldgebiet zwischen Dambach-la-Ville im Osten und Thanvillé im Westen. Sie ist auf einem Granitfelsen erbaut und nur über Wanderwege erreichbar.

## Geschichte
Burg Bernstein, die um 1009 erstmals schriftlich erwähnt wurde, zählt zu den ältesten Burganlagen des Elsass. Die heute sichtbaren Mauern stammen jedoch aus dem frühen 13. Jahrhundert.
Ursprünglich gehörte die Burg den Grafen von Egisheim-Dagsburg, Landgrafen des Unterelsass. Die erste urkundliche Erwähnung geht auf Hugo IV. von Egisheim zurück, der den römisch-deutschen Kaiser Heinrich II. gegen den Bischof von Metz unterstützte. Der Graf ließ seine Frau Heilwig von Dagsburg auf Burg Bernstein wohnen, um diese vor Angriffen zu bewahren. Heilwig war die Mutter von Papst Leo IX., der als Bruno von Egisheim-Dagsburg geboren wurde. Die Burg war von 1144 bis 1225 Allod derer von Egisheim-Dagsburg.
Die ursprüngliche Anlage wurde vermutlich im Zuge einer Strafexpedition Ende des 12. Jahrhunderts von Philipp von Schwaben zerstört. Graf Adalbert II. hatte sich zuvor in der Zeit des Deutschen Thronstreits mit anderen gegen Philipp verbündet. Später wurde Burg Bernstein von den Grafen von Egisheim in ihrer heutigen Form wieder aufgebaut.

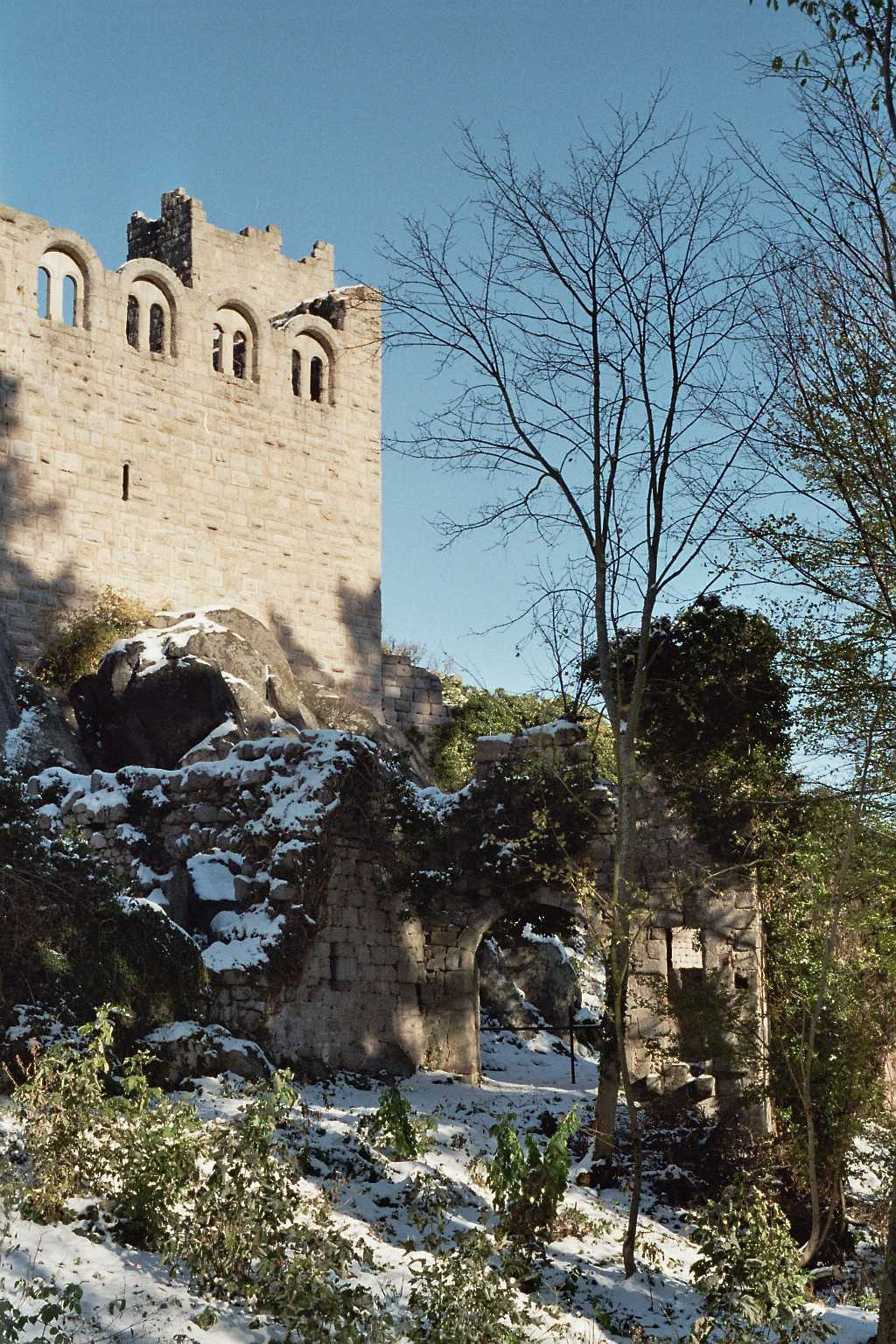
Das äußere Burgtor und der Palas

Die beiden Söhne Adalberts II. starben bei einem von Balduin IV. von Flandern veranstalteten Turnier. Seine Tochter Gertrude heiratete Theobald I. von Lothringen. Damit kam die Burg Bernstein mit dem Tod des Grafen Adalbert II. im Jahr 1211 in den Besitz der Herzöge von Lothringen. Mit dem Tod Gertrude von Dagsburgs im Jahr 1225 entstanden Konflikte über den Besitz. Unterstützt vom Bischof von Straßburg besetzte Graf Sigismund von Leiningen, dritter und letzter Ehemann Gertrudes, die Burg. Der Bischof aber wechselte die Seite, ließ die Anlage 1227 belagern und konnte sie erobern. Schließlich wurde die Anlage mit dem Einverständnis des römisch-deutschen Kaisers Friedrich II. 1236 dem Bistum übergeben.
Seit 1236 war Burg Bernstein Sitz einer bischöflichen Vogtei. 1354 bis 1365 residierte dort Johann II. von Lichtenberg, Lamprecht von Brunn erst am Ende seiner Zeit als Bischof im Jahr 1374.
Während des Dachsteiner Kriegs umzingelten Söldner und Dambacher Bürger die Burg im Jahr 1421, ehe der bewaffnete Konflikt 1422 endete. Die Armagnaken, die 1444 in die Gegend kamen, ignorierten die Friedensbeschlüsse. Aufständische der Bundschuh-Bewegung nutzten die Burg als Unterschlupf.
1580 wurde die bischöfliche Vogtei von Burg Bernstein nach Benfeld verlegt. Die Burg war ab diesem Zeitpunkt ungenutzt. 1632 wurde die Anlage im Dreißigjährigen Krieg geplündert und zur Zeit der französischen Revolution weitgehend zerstört.
Im Dezember 1932 wurde Burg Bernstein als Monument historique unter Denkmalschutz gestellt.

## Beschreibung

Grundriss der Burgruine

Burg Bernstein wurde auf einem Granitfelsen am Osthang des Dachfirst errichtet. Die Oberburg bildet das dem Berg zugewandte westliche Drittel der Anlage. Dort steht der zirka 16 Meter hohe, fünfeckige Bergfried. Seine Zinnen blieben bis in das 20. Jahrhundert erhalten. Teil des Bauwerks sind auch ein Verlies und der Abort. Unmittelbar östlich des Bergfrieds befinden sich die Zisterne und der zweigeschossige Palas. Dessen südliche Mauer weist neun Fenster und zwei Schießscharten auf. Seine nördliche Mauer ist weniger gut erhalten, reicht aber noch bis in die Höhe des ehemaligen Obergeschosses. An den Palas schließt östlich der Kapellenturm an, der im Obergeschoss die Burgkapelle Sankt Margareta enthielt. Den Übergang zur Unterburg bildet eine Barbakane.

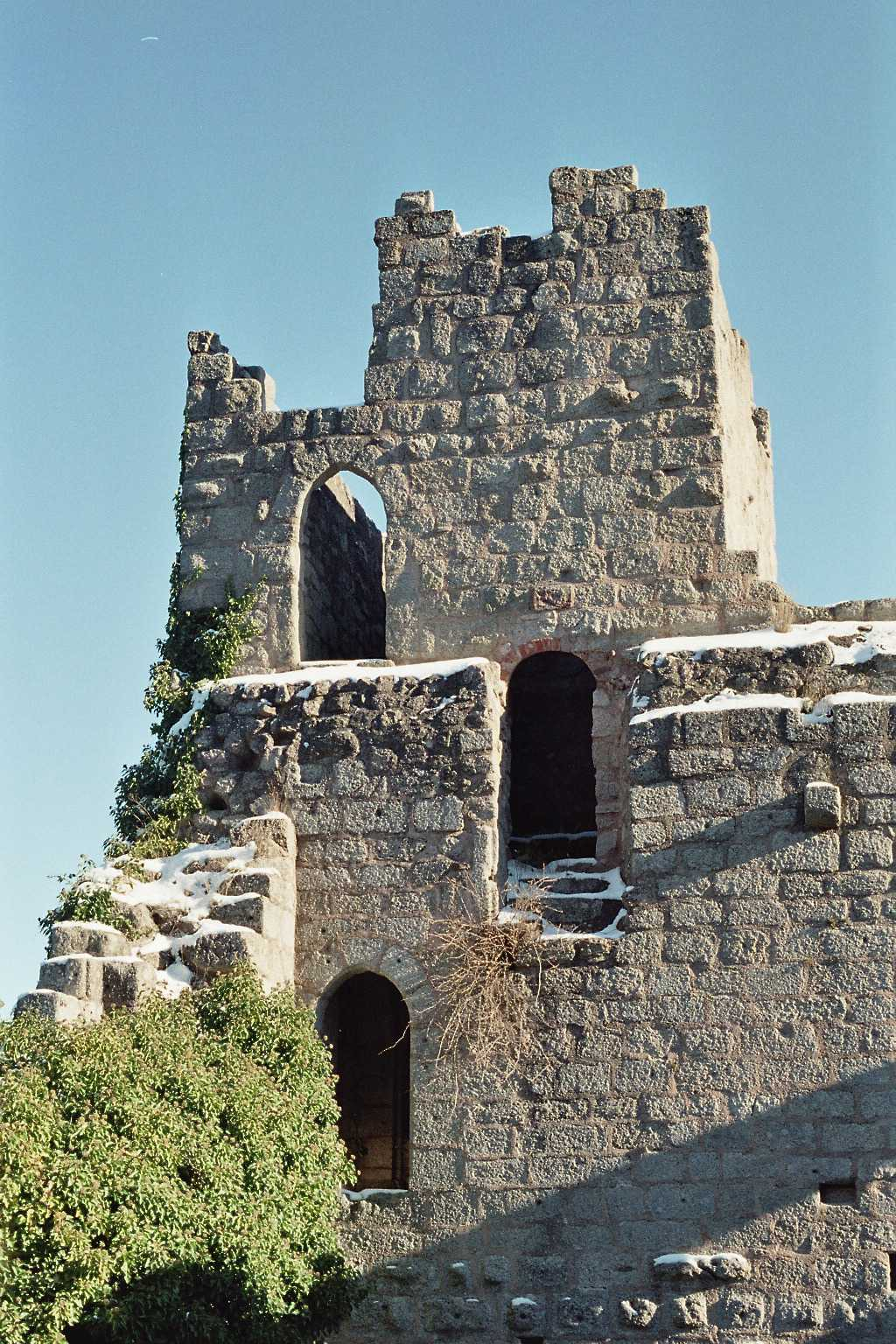
Der Kapellenturm

Die Unterburg wurde auf dem östlichen Teil des Felsens erbaut. Nahe dem romanischen Kapellenturm der Oberburg steht der erst im 15. Jahrhundert errichtete Torturm. Er besitzt mehrere Schießscharten und bietet aufgrund seiner Lage einen vorteilhaften Überblick über die Unterburg. Die Unterburg ist mit etwa 20 Metern deutlich breiter als die Oberburg. Entlang ihrer Mauern standen früher weitere Gebäude. Es ist jedoch nicht sicher, ob diese ein- oder zweigeschossig waren, da dieser Teil der Anlage kaum erhalten ist. Die nordöstliche Ecke der Unterburg wird von den Überresten eines Jagdhauses aus dem 19. Jahrhundert eingenommen.
Unterhalb des Felsens und damit außerhalb der eigentlichen Burganlage wurden weitere Mauern errichtet. Es gibt ein äußeres Burgtor südlich des Palas. Das innere Burgtor befindet sich nahe dem Zugang von der Unter- zur Oberburg. Wichtige Verteidigungsanlagen wurden westlich des äußeren Burgtors und damit südwestlich des Bergfrieds errichtet.
Der längliche Granitfelsen bot einen außerordentlich guten Standort. Die Besitzer konnten sich gegen Angreifer sehr wirksam verteidigen. Die fünfeckige Form des Bergfrieds wurde so ausgeführt, dass auch an dieser schmalen Stirnseite der Anlage keine Schwachstelle entstand. Burg Bernstein hatte aber auch Nachteile: Ihr schwer befestigter und schwer zugänglicher Westteil befindet sich am Berghang. Angreifer kamen jedoch überwiegend aus der Oberrheinischen Tiefebene im Osten, wo auch Dambach-la-Ville liegt. Zudem war die Wasserversorgung sehr eingeschränkt. Auf dem Felsen gab es keine Brunnen, es konnte nur Regenwasser aufgefangen werden, was im Falle einer Belagerung ein Problem darstellen konnte. Im Laufe der Zeit wurde die Burg um äußere Verteidigungsanlagen erweitert. So wurde ein sicherer Zugang zu Wasser geschaffen und die Unterburg zusätzlich geschützt. Ein ähnliches Beispiel ist die nahegelegene Burg Ortenberg, die ebenfalls auf einem Felssporn steht.